# Niek Neuwahl
Niek Neuwahl (* 24 avril 1944, Zoeterwoude, Pays-Bas) est un auteur de jeux de société vivant en Italie.
Niek Neuwahl conçoit essentiellement des jeux de stratégie combinatoires abstraits et des jeux basés sur des concepts mathématiques, notamment de pavages de plans.
L'auteur qui parle allemand, anglais, néerlandais, italien et français est le correspondant privilégié de la Spieleautorenzunft (SAZ) (l'association internationale des auteurs de jeux) pour les auteurs non-germanophones.

## Ludographie succincte
- Das Gurkensolo, 1993, Peri Spiele
- Otto & Bruno, 1933, Peri Spiele
- Archimedes, 1995, Editrice Giochi
- Pitagoras, 1995, Editrice Giochi
- Aztec, 1997, Zoch, Spiel des Jahres  plus beau jeu 1997
- Ta Yü, 1999, Zoch, 2007, Goliath
- Toscana, 2001, Piatnik / Venice Connection
- 1 Stein plus Co., 2003, Holzinsel
- Casanova, 2004, Kidult Game
- Inversé, 2006, Family Games, Inc.
- Tricky Double, 2007, Piatnik
- Paradisio, 2010, FoxMind
- Ludix, 2014, Piatnik